# Manhã de Carnaval
Manhã de Carnaval è un brano musicale in lingua portoghese scritto dal compositore brasiliano Luiz Bonfá e da Antônio Maria e, nell'interpretazione di Elizete Cardoso, è stato il tema principale della colonna sonora del film Orfeo negro diretto da Marcel Camus e tratto da una pièce teatrale di Vinícius de Moraes.
Nel 1960 la canzone fu incisa in italiano con il testo di Mario Panzeri con il titolo La canzone di Orfeo, interpretata da Caterina Valente, e nel 1970 fu incisa da Marisa Sannia nel singolo La sirena/La canzone di Orfeo; lo stesso anno il brano fu inserito nell'LP Marisa Sannia canta Sergio Endrigo... e le sue canzoni.